# Denys Berinčyk
Denys Jurijovyč Berinčyk, accreditato come Denys Berinchyk nelle competizioni internazionali (in ucraino Денис Юрійович Берінчик?; Krasnodon, 5 maggio 1988), è un pugile ucraino, nella categoria dei pesi superleggeri.

## Biografia
Berinčyk è laureato all'Università Nazionale di Educazione fisica e Sport di Ucraina, a Kiev.

## Carriera pugilistica
Attualmente è allenato da Jurij Ivanovič Tkačenko.
Ha partecipato ad una edizione dei giochi olimpici (Londra 2012) e una dei campionati del mondo (Baku 2011).

### Principali incontri disputati
Statistiche aggiornate al 22 settembre 2012.
| Evento    | Edizione    | Categoria             | Trentaduesimi                              | Sedicesimi                        | Ottavi                            | Quarti                                       | Semifinale                                     | Finale                                    | Pos. | Note        |
| --------- | ----------- | --------------------- | ------------------------------------------ | --------------------------------- | --------------------------------- | -------------------------------------------- | ---------------------------------------------- | ----------------------------------------- | ---- | ----------- |
| Mondiali  | Baku 2011   | Superleggeri (-64 kg) | Roniel Iglesias Sotolongo ( Cuba) V +19-19 | Anderson Rojas ( Ecuador) V 26-13 | Jonathan Alonso ( Spagna) V 27-10 | Heybatulla Hajialiyev ( Azerbaigian) V 33-19 | Tom Stalker ( Inghilterra) V 31-18             | Éverton Lopes ( Brasile) P 7-16           |      | [ 1 ] [ 2 ] |
| Olimpiadi | Londra 2012 | Superleggeri (-64 kg) | N.D.                                       | Bye                               | Anthony Yigit ( Svezia) V 24-23   | Jeffrey Horn ( Australia) V 21-13            | Uranchimegiin Mönkh-Erdene ( Mongolia) V 29-21 | Roniel Iglesias Sotolongo ( Cuba) P 15-22 |      | [ 3 ]       |